# Sthenarus
Sthenarus är ett släkte av insekter. Sthenarus ingår i familjen ängsskinnbaggar.
Kladogram enligt Catalogue of Life och Dyntaxa:
| Sthenarus | \| \| Sthenarus pubescens \| \| \| \| \| \| Sthenarus rotermundi \| \| \| \| |
|           | \| \| Sthenarus pubescens \| \| \| \| \| \| Sthenarus rotermundi \| \| \| \| |
|           | Sthenarus pubescens                                                          |
|           |                                                                              |
|           | Sthenarus rotermundi                                                         |
|           |                                                                              |